# (5145) Pholus
(5145) Pholus ist ein Asteroid aus der Gruppe der Zentauren, der am 9. Januar 1992 von David Rabinowitz entdeckt wurde.
Benannt wurde der Himmelskörper nach Pholos, einem Zentauren aus der griechischen Mythologie.
Pholus läuft auf einer stark exzentrischen Bahn in rund 91 Jahren um die Sonne. Der Perihel-Abstand liegt mit 8,71 AE innerhalb der Bahn des Planeten Saturn, im Aphel von 32,14 AE außerhalb der Neptunbahn. Die Bahnexzentrizität beträgt 0,574, wobei die Bahn mit 24,697° stark gegen die Ekliptik geneigt ist. Pholus war wahrscheinlich ursprünglich ein Objekt des Kuipergürtels.
Der Durchmesser von Pholus wurde zu 185 km (± 16 km) bestimmt. Er weist eine dunkle Oberfläche mit einer Albedo von 0,04 auf. Untersuchungen seines Spektrums zeigen, dass die Oberfläche eine tiefrote Färbung aufweist, die auf das Vorhandensein von Kohlenwasserstoffverbindungen schließen lässt. Anders als der zuvor entdeckte Zentaur (2060) Chiron weist er keine Spuren einer vergangenen kometischen Aktivität auf.

Er rotiert in rund zehn Stunden um die eigene Achse.